# Яцек Саріуш-Вольський
Яцек Еміль Саріуш-Вольський (пол. Jacek Emil Saryusz-Wolski; нар. 19 вересня 1948, Лодзь) — польський дипломат, політичний діяч і член Європарламенту (обраний 13 червня 2004). У 2004—2007 роках — віце-президент Європейського парламенту.

## Наукова кар'єра
Яцек Саріуш-Вольський вивчав економіку в Університеті міста Лодзь, і закінчив його в 1971 році. Був викладачем в Університеті міста Лодзь та експертом по Європейській спільноті з 1970-х років. У 1980 році став членом профспілки Солідарність. Після зміни режиму в 1989 році він був призначений директором Інституту європейських досліджень в університеті міста Лодзь (Ośrodek Badań Europejskich Uniwersytetu Łódzkiego).

## Політична кар'єра
Яцек Саріуш-Вольський був призначений першим польським повноважним представником з європейської інтеграції та іноземні допомоги (pełnomocnik ds. integracji europejskiej i pomocy zagranicznej), коли ця посада була створена в 1991 році прем'єр-міністром Яном Кшиштофом Белецьким. Яцек Саріуш-Вольський обіймав цю посаду до 1996 року, незважаючи на часті зміни уряду. В уряд він повернувся у 2000 році, коли прем'єр-міністр Єжи Бузек призначив його секретарем в Комітету з європейської інтеграції (Komitet Integracji Europejskiej). Яцек Саріуш-Вольський був дуже важливим учасником переговорів в Ніцці в 2000 році.
13 червня 2004 він був обраний членом Європарламенту, як кандидат від Громадянської платформи у виборчому окрузі № 6 (Лодзьке воєводство), отримавши 66 589 голосів (що становить 16,92 %, найкращий результат в регіоні). 20 липня 2004 він був обраний віце-президентом Європейського парламенту, і займав цей пост до 16 січня 2007.
У березні 2006 Саріуш-Вольський був обраний віце-президентом Європейської народної партії (EPP) на трирічний термін.
З першого вступу в Європейський парламент, Яцек Саріуш-Вольський є членом Комітету у закордонних справах, який він очолював в період між 2007 і 2009 рр.
На додаток до його парламентських призначень, Саріуш-Вольський є головою ЄНП наради міністрів енергетики. У 2015 році він і Франсуаза Гростет керували робочими групами ЄНП з питань економіки, навколишнього середовища і закордонних справ.
Наприкінці 2004 року, кандидатура Яцека Саріуш-Вольського була висунута, щоб стати в Польщі першим членом Європейської Комісії, була підтримана основними польськими опозиційними партіями, але посада зрештою дісталася депутату Європейського Парламенту, Дануті Хюбнер.
4 березня 2017 року був висунутий кандидатом на пост Голови Європейської комісії. Попри лист підтримки на свою користь від прем’єра Польщі Беати Шидло, Головою Єврокомісії був переобраний Дональд Туск.
Особисте життя
Яцек Саріуш-Вольський одружений з професором англійської літератури в Лодзському університеті. У пари є син і дочка.

## Проукраїнська позиція
За інформацією Української Правди, з кінця 2014 року досить активно підтримує Україну в Європарламенті, в той же час різко критикуючи незначну допомогу від ЄС Україні.
Неодноразово виказував свою антипутінську позицію і вказував на те, що Путін намагається впливати ресурсами і грошима на Центральну Європу, особливо сильний вплив здійснюючи на Чехію, Словаччину та Угорщину. В інтерв'ю польській газеті Rzeczpospolita звинувачував Путіна у тому, що він хоче розвалити або, принаймні послабити ЄС, діючи із середини — фінансуючи антиєвропейські партії, погрожуючи ядерною зброєю, посилаючи свої військові літаки порушувати повітряний простір членів НАТО.
13 січня 2015 року заявив на своєму офіційному сайті, що «Російський тероризм має бути знищений, як і будь-який інший». Яцек виступив автором проекту резолюції Європарламенту щодо протидії інформаційній війні Росії проти ЄС, а також в черговий раз наголосив про доречне посилення санкцій проти Росії, якщо вона буде проводити політику агресії проти України.
Готуючи карту України до безпекового форуму, що відбувся в кінці листопада 2017 року у Львові, Яцек Саріуш-Вольський окреслив на сході України окуповані російськими військами території як окремі республіки, тим самим визнаючи їх відділення від України. Ця карта викликала обурення Голови Львівської ОДА Олега Синютки, який залишив за його переконанням "форум проросійської пропоганди" й звернувся з заявою до СБУ. 1 грудня 2017р. СБУ відкрила впровадження з цього приводу, що до посягання на цілісність України.

## Нагороди
- орден «За заслуги» І ступеня (Україна, 2006)[11]